# Henrijeta Konarkowska-Sokolov
Pour les articles homonymes, voir Barlo (homonymie).
Henrijeta ou Henryka  Konarkowska-Sokolov, née Konakowska, est une joueuse d'échecs polonaise puis yougoslave et serbe née le 14 décembre 1938 à Inowrocław.
Grand maître international féminin honoraire depuis 1986, elle a remporté deux fois le championnat de Pologne et trois fois le championnat de Yougoslavie.

## Biographie et carrière
Henrijeta Konarkowska fut championne de Pologne en 1958 et 1964. Elle finit 14e du tournoi interzonal féminin de 1982.
Elle joua au premier échiquier de l'équipe de Pologne à l'olympiade féminine d'échecs de 1963. Elle émigra en Yougoslavie en 1965.
Avant son mariage avec le joueur yougoslave Vladimir Sokolov, Henrijeta Konarkowska était juriste..
Elle reçut le titre de maître international féminin en 1962 et remporta le championnat yougoslave féminin en 1967, 1968 et 1971.
Elle représenta la Yougoslavie lors de l'olympiade féminine de 1969 (médaille de bronze individuelle au deuxième échiquier) et de l'olympiade féminine de 1972 (médaille d'or individuelle à l'échiquier de réserve avec quatre victoires et cinq parties nulles).
En 1960, elle se qualifia pour le tournoi des candidates de 1961 à Vrnjačka Banja où elle marqua 7 points sur 16 et finit onzième sur dix-sept participantes.
En 1963, elle se qualifia pour le tournoi des candidates de 1964 à Soukhoumi où elle marqua 10 points sur 17 et finit huitième sur dix-huit participantes.
En 1966, elle se qualifia pour le tournoi des candidates de 1967 à Subotica où elle marqua 7 points sur 17 et finit onzième sur dix-huit participantes.